# Gyáli út
A Gyáli út Budapest IX. kerületében található, a Könyves Kálmán körutat köti össze a Nagykőrösi úttal.

## Határai

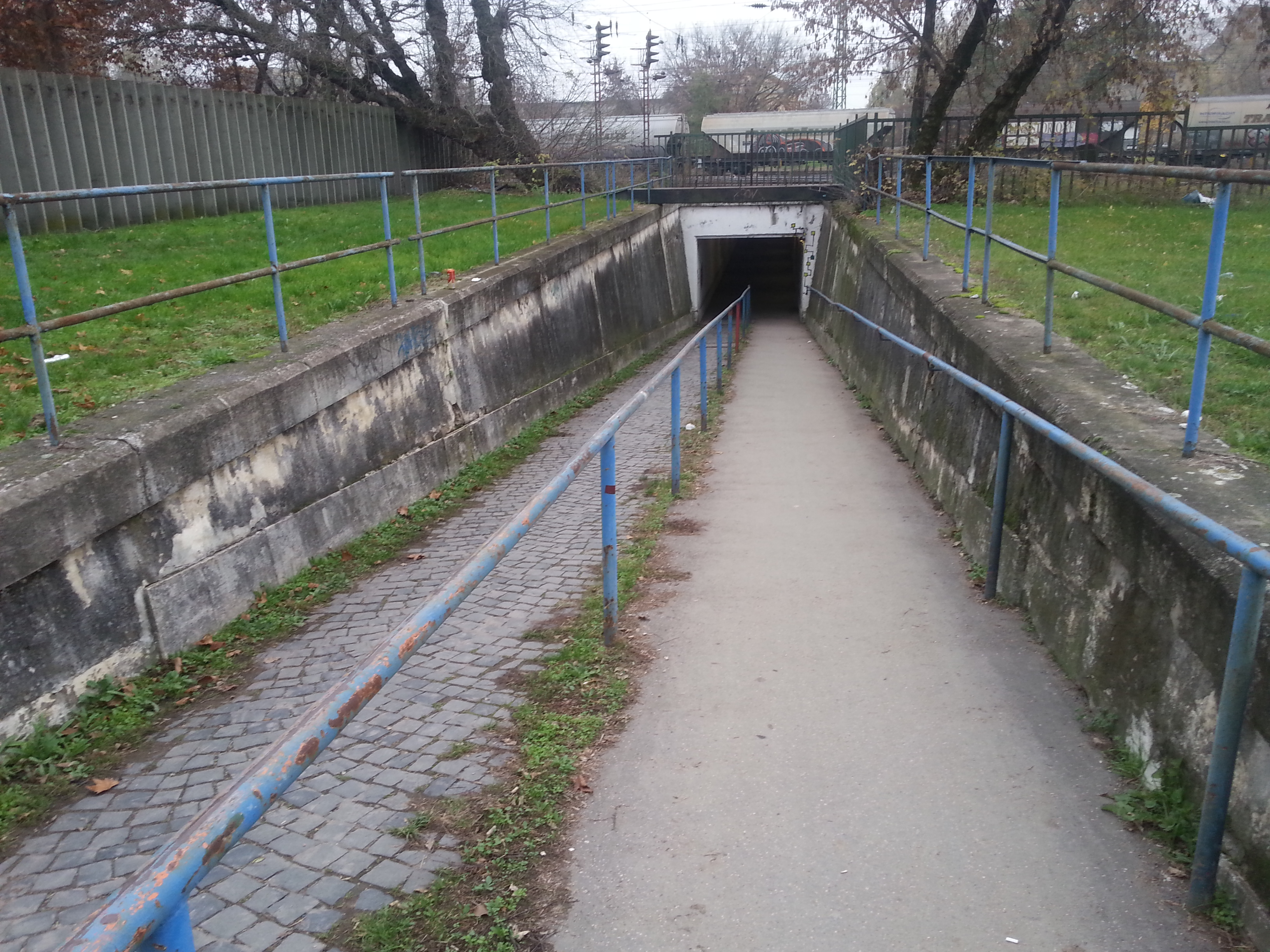
Gyáli út – Fék utca aluljáró (bejárat a Könyves Kálmán körút felőli oldalon)

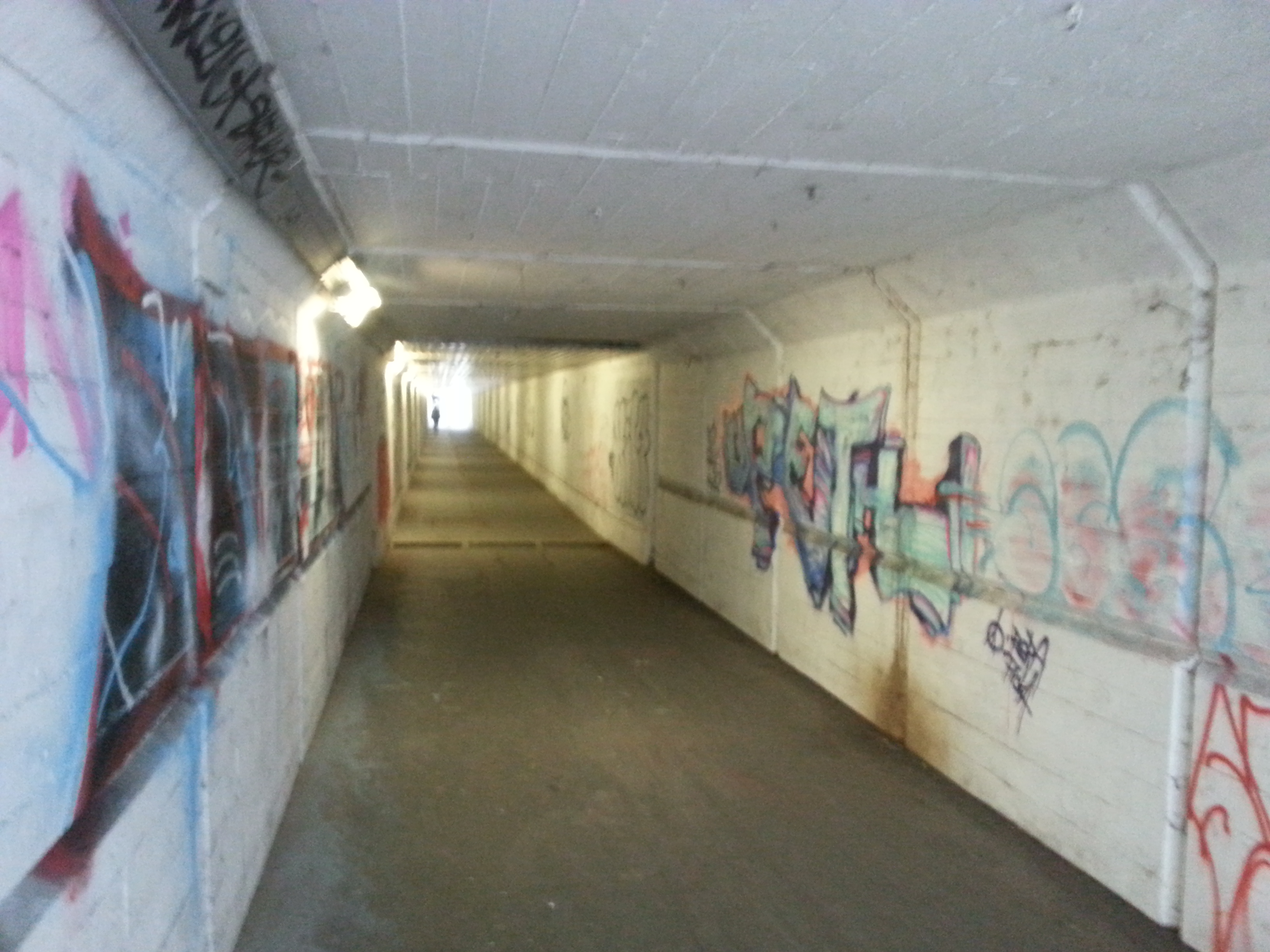
Gyáli út – Fék utca aluljáró (belül)

A Gyáli út 1900-ban nyílt meg. Északi határa ekkor még az Üllői útnál volt, 2013-ban az Üllői út és a Könyves Kálmán körút közötti részét Albert Flórián (1941–2011) labdarúgóról nevezték el. A Könyves Kálmán körúttól délre kezdődik valójában egy szűk útként, és – csak gyalogosok által használható – aluljáróban halad át a Ferencváros vasútállomás vágányai alatt. Ezután az út különféle nagyobb létesítmények között haladva éri el a Határ utat. Egy felüljárón halad át felette, és belecsatlakozik a Nagykőrösi útba.
A ferencvárosi vágányok alatti résszel párhuzamosan később egy személygépkocsikkal használható híd is épült (Gyáli úti felüljáró), ezért ma már az út északi és déli része közúti összeköttetésben van.
Érdekesség, hogy a Gyáli út mellett, a Zombori utca 2. és a Füleki utca 1/b között létezett egy Gyáli köz is korábban, azonban ez területrendezés miatt ma már nem található meg. A Gyáli út 26. és 28. szám közé tervezték a Gyáli teret, kialakítása később elmaradt.

## Nevezetes épületek, épületegyüttesek
| Kép | Név                                             | Építés ideje | Elhelyezkedés | Megjegyzés |
| --- | ----------------------------------------------- | ------------ | ------------- | --- |
|     | Ferencvárosi MÁV-telep tisztviselőházak         | 1910-es évek | 15/a-e.       | Tervező: valószínűleg Prokisch János. |
|     | Merényi Gusztáv Kórház                          | 1898         | 17.           | |
|     | Magyar Királyi Posta- és Távirda telepe         | 1910-es évek | 18-22.        | A létesítmény része a Posta Kísérleti Állomás és a Puskás Tivadar Távközlési és Informatikai Technikum. Tervezte: Fleischl Róbert. Az anyagszertár csarnokát Barát Béla és Novák Ede tervezte 1924–1925-ben. |
|     | Székesfővárosi kislakásos bérházak („Nyolcház”) | 1909         | 21-23.        | Épültek Bárczy István kislakás- és iskolaépítési programja keretében. Tervező: Orczy Gyula. |
|     | elemi iskola                                    | 1910         | 25.           | Jelenleg (2023) használaton kívül áll. Korábban az Irinyi János Gimnázium működött benne. Épült Bárczy István kislakás- és iskolaépítési programja keretében. Tervező: Löllbach Kálmán.                      |
|     | Székesfővárosi kislakásos bérház                | 1927         | 30.           | Épült Liber Endre kislakásépítési programja keretében. |
|     | METRO Ferencváros                               | 1994         | 35-37.        | Üzletház. |
|     | FKF Zrt. központi telephelye                    |              | 36.           | |

## Forrás
- Budapest teljes utcanévlexikona. Szerk. Ráday Mihály. (hely nélkül): Sprinter. 2003.  ISBN 963 9469 06 8